# نصر الدين دشار
نصر الدين دشار (بالهولندية: Nasrdin Dchar)‏ هو مؤدي وممثل هولندي، ولد في 5 نوفمبر 1978 في هولندا. من الجوائز التي نالها جائزة العجل الذهبي عن فئة أفضل ممثل ‏ سنة 2011.

## جوائز
- جائزة العجل الذهبي عن فئة أفضل ممثل [الإنجليزية]‏ (2011)

## وصلات خارجية
- نصر الدين دشار على موقع IMDb (الإنجليزية)
- نصر الدين دشار على موقع ألو سيني (الفرنسية)
- نصر الدين دشار على موقع ميوزك برينز (الإنجليزية)
- نصر الدين دشار على موقع أول موفي (الإنجليزية)
- نصر الدين دشار على موقع قاعدة بيانات الفيلم (الإنجليزية)
- نصر الدين دشار على موقع كينوبويسك (الروسية)